# Sekong
Sekong is een provincie van Laos in het zuidoosten van het land.
De provincie Sekong is de op een na kleinste provincie van Laos en ook een van de armste, met een oppervlakte van 7.665 vierkante kilometer (2.959 vierkante mijl). Het wordt begrensd door Vietnam in het oosten, Attapeu in het zuiden, Salavan in het noorden en Champasak in het westen. Sekong heeft ook de kleinste bevolking (113.048 vanaf 2015) en de laagste bevolkingsdichtheid van elke provincie. Het werd in 1984 gemaakt door de provincie Salavan te splitsen. Het is de meest diverse provincie van Laos met 14 etnische groepen. De Sekong rivier, die de provincie verdeelt, stroomt in zuidelijke richting Cambodja binnen en is bevaarbaar. De riviervallei heeft vruchtbare vlaktes afgewisseld met rijstvelden en fruitboomgaarden. Het tropische bos heeft veel zeldzame soorten flora en fauna. Het Dakchung-plateau en het Xe Xap National Biodiversity Conservation Area behoren tot de beschermde gebieden.
In tegenstelling tot de meeste van Laos, worden in de provincie niet veel wats gezien, aangezien het overheersende geloofssysteem meer van animisme en voorouderverering is. De provincie Sekong is een van de belangrijkste koffieproducerende gebieden van Laos

## Geschiedenis
Sekong werd opgericht in 1984, toen het werd afgesplitst van de provincie Salavan en Attapeu. Nadat het een aparte provincie was geworden, is het etnisch een zeer diverse provincie in Laos geworden met 14 etnische groepen op een bevolking van 85.000. Aangezien deze groepen niet boeddhistisch zijn, worden er in de provincie niet veel wats gezien, omdat hun geloofssysteem meer bestaat uit animisme en voorouderverering. Tijdens het communistische regime werd de provincie opgericht om voordelen te bieden aan de lokale etnische groepen. Dit voordeel lijkt echter af te nemen, nu etnische Laotiaanse groepen het politieke toneel en ook het lokale bestuur domineren.

## Aardrijkskunde
De provincie Sekong, een van de provincies in Laos, is de op een na kleinste provincie en beslaat een oppervlakte van 7.665 vierkante kilometer. Het wordt begrensd door Vietnam in het oosten, Attapeu in het zuiden, Salavan in het noorden en Champasak in het westen. Sekong heeft ook de laagste bevolking (ongeveer 83.000) en de laagste bevolkingsdichtheid van alle provincies. Sekong is administratief opgesplitst in vier districten: Thateng op het Bolaven Plateau, Lamam in de laagvlakte en Dakchung en Kaleum in de bergachtige gebieden die grenzen aan Vietnam. De Tad Xe Noi-waterval bevindt zich 25 kilometer ten zuiden van de stad Sekong.
De Sekong rivier, die de provincie verdeelt, stroomt in zuidelijke richting naar Cambodja en is bevaarbaar voor boten. Langstaartboten varen door de rivier langs schilderachtige routes aan de rand van het Bolaven-plateau. Zoetwaterdolfijnen zijn te zien in de rivier. Watervallen zijn een veelvoorkomend kenmerk in de riviervallei; Enkele van de in de volksmond bekende watervallen zijn de Tad Hia, Tad Faek en Tad Se Noi (of Tad Hua Khon). De bekendste waterval is de Nam Tok Katamtok die aan de Huay Katam-rivier ligt, diep in de bossen van het Bolaven-plateau.
De vallei van de Sekong-rivier heeft vruchtbare vlaktes afgewisseld met rijstvelden en fruitboomgaarden. Het rijke tropische woud heeft veel zeldzame soorten flora en fauna.
Sekong is een van de meest afgelegen gebieden van Laos, zelfs enkele van de grootste dorpen zijn gedurende minstens de helft van het jaar vrijwel onbereikbaar over de weg. De infrastructuur is slecht ontwikkeld. Met name de oostelijke districten Dakchung en Kaleum worden gekenmerkt door overwegend bergachtig terrein dat ruig en moeilijk toegankelijk is. Dit isolement heeft ertoe geleid dat bosbedekking, biodiversiteit en etnische tradities de afgelopen jaren minder zijn veranderd dan in andere gebieden in Laos. De provincie is de laatste jaren echter veel minder geïsoleerd geraakt door de opwaardering van een hoofdweg vanuit de stad Pakse in de Mekongvallei, plus twee grote wegenprojecten die Sekong met Vietnam in het oosten verbinden. De door de Vietnamezen gesteunde wegeninfrastructuur maakt deel uit van een regionale ontwikkelingsstrategie onder leiding van Hanoi, het Development Triangle Initiative genaamd, met als doel verbindingen te ontwikkelen tussen Vietnam en aangrenzende onderontwikkelde provincies in Cambodja en Laos.

## Milieu
De resterende bosoppervlakte in de provincie Sekong is hoog. Volgens cijfers van de regering is meer dan 50% van het landoppervlak van de provincie bebost, voor het merendeel gemengde loofbossen en halfverliezende bossen, maar er zijn ook droge bossen met dipterocarp langs de vallei van de Sekong-rivier en dennenbossen in de hooglanden van Dakchung. Veel van het natuurlijke bos in Sekong is nooit commercieel gekapt, maar dit verandert snel. De commerciële houtwinning is de afgelopen tien jaar snel toegenomen. De druk op Sekong om zijn bossen te kappen neemt toe, zowel vanuit Vietnamese hoek (waar de sector houten meubelen in de periode 2000-2004 gemiddeld met 70% per jaar groeide) als vanuit Laotiaanse bedrijven (die te kampen hebben met houttekorten door de slinkende voorraden in de laaglandbossen).[11] De economische opbrengst van de bosbestanden in de provincie werd in 2003 geschat op 398-525 dollar per huishouden, meer dan het landbouwinkomen. De staatsinkomsten uit de verkoop van hout waren ook zeer aanzienlijk, naar schatting US$10,35 per hectare. De natuurlijke bossen in de provincie dragen ook bij tot de koolstofvastlegging, die geraamd wordt op 124 US-dollar per hectare, en tot de verbetering van het stroomgebied, door erosie te voorkomen en overstromingen te beperken. Corruptie in de provincie Sekong is endemisch, en heeft naar verluidt "...een succesvol, door donors gefinancierd initiatief voor participatief duurzaam bosbeheer in dorpen ondermijnd".

### Beschermde gebieden
Het Dakchung Plateau is een belangrijk vogelgebied (IBA). Het is 5.140 ha groot en ligt op een hoogte van 800-1.400 meter. De habitat wordt gekenmerkt door dennenbos, grasland, aangetast half-evergroen bos, droog altijdgroen bos, moerassig land, en gebieden met hoge grassen. Van de avifauna is de geelsnavelkluut geclassificeerd als bijna bedreigd, terwijl de zwart gekroonde barwing als kwetsbaar is geclassificeerd. Andere fauna omvat de Oosterse otter met kleine klauwen, de tijger, de grootkopschildpad en kuddes Aziatische olifanten.
De Xe Sap IBA ligt in de Xe Xap National Biodiversity Conservation Area (NBCA); de IBA overschrijdt de grenzen van de NBCA van 1335 km² (vastgesteld in februari 1996). De IBA en de NBCA maken deel uit van twee provincies, Sekong en Salavan. De NBCA ligt op een hoogte van 400-2.066 meter en is 1335 km² groot; de hoogste top is Dong Be met een hoogte van 2.066 m, een onderdeel van het Zuid-Annamietengebergte. De habitat wordt gekenmerkt door diverse bossen (droog altijdgroen, dennenbos, half-evergroen, en hooggebergte), alsmede grasland. Er werden twee soorten gymnospermen geregistreerd. Tot de belangrijkste avifauna behoren de ijsvogel van Blyth, het kuifaaltje en de geelsnavelkluut. Andere opmerkelijke wilde dieren zijn twee soorten primaten en een schildpaddensoort. Een onverharde weg van Salavan naar Ta-Oy en verder oostwaarts naar Samuoy loopt langs de noordgrens van Xe Sap NBCA. Maar kleine paden vormen de toegangswegen vanaf de hoofdweg naar dorpen die op het noordelijke deel van de NBCA liggen. Het zuidoostelijke deel van NBCA is moeilijk te bereiken. De Kong rivier (of Xe Kong, of Sekong) en zijn twee zijrivieren Xe Sap en Xe Lon bieden echter toegang tot het reservaat per boot. Het reservaat heeft veel watervallen, rotsachtige kliffen en rododendrons op grotere hoogten. Er leven 43 zoogdieren (waarvan 18 sleutelsoorten), 178 vogels (waarvan 18 sleutelsoorten), 48 reptielen en 33 amfibieën; de opmerkelijkste diersoorten zijn twee soorten beren, serow, grote muntjac met gewei, een groot aantal gaurs en tijgers. Een bijzondere plantensoort is Pinus dalatensis en Kinabaluchloa-soorten, een geslacht van bamboe.
De Phou Ahyon IBA is 148.900 hectare groot. De hoogte van de IBA varieert tussen 400-2.193 meter boven zeeniveau. De topografie omvat het Phou Ahyon massief (2.193 meter), het hoogste en grootste massief in het zuidelijk deel van het land. De habitat wordt gekenmerkt door droog altijdgroen bos, Fokienia bos, en hooggebergtebos. Tot de avifauna behoren onder andere de zwartgekroonde kuifvleugelvleugel (Actinodura sodangorum), de zwartbek lachstern (Garrulax milleti), de kastanjeoor lachstern (G. konkakinhensis), het kuifaaltje (Rheinardia ocellata), de goudgevleugelde lachstern (G. ngoclinhensis), en de geelbek boomklever (Sitta solangiae).